# Spoorlijn Laon - Liart
De Spoorlijn Laon - Liart was een Franse spoorlijn van Laon naar Liart. De lijn is 59,9 km lang en heeft als lijnnummer 228 000.

## Geschiedenis
De lijn werd aangelegd door de Compagnie des chemins de fer du Nord en in twee delen geopend, tussen Laon en Rozoy-sur-Serre op 3 november 1888 en tussen Rozoy-sur-Serre en Liart op 10 juli 1893. Reizigersverkeer werd opgeheven op 28 september 1969, evenals het goederenvervoer tussen Rozoy-sur-Serre en Liart. Goederenvervoer tussen Montcornet en Rozoy-sur-Serre heeft plaatsgevonden tot 30 maart 1994, daarna is ook dit gedeelte gesloten en opgebroken. 

## Aansluitingen
In de volgende plaatsen is of was er een aansluiting op de volgende spoorlijnen:
Laon
RFN 082 000, spoorlijn tussen Reims en Laon
RFN 228 601, stamlijn Laon
RFN 229 000, spoorlijn tussen  La Plaine en Anor
RFN 236 000, spoorlijn tussen Laon en Le Cateau
RFN 261 000, spoorlijn tussen Amiens en Laon
Montcornet
lijn tussen Marle-sur-Serre en Montcornet
Liart
RFN 212 000, spoorlijn tussen Hirson en Amagne-Lucquy
RFN 222 000, spoorlijn tussen Liart en Tournes
RFN 228 306, raccordement militaire van Liart
lijn tussen Romery en Liart